# Baustal Kraków
Il Klub Sportowy Baustal Kraków è stato un club polacco di calcio a 5 con sede a Cracovia.

## Storia
Sezione sportiva dell'omonima azienda edile, il Baustal Kraków ha segnato la prima metà del 2000 nel calcio a 5 polacco, arrivando in prima divisione nel 2001 e conquistando immediatamente la piazza d'onore dietro il Clearex Chorzów. La stagione seguente la squadra giunge terza ma conquista il suo primo trofeo nazionale superando il Selfa Stettino nella finale della Coppa di Polonia. Nella stagione 2003-04, la squadra trionfa per la prima volta nel campionato polacco, conseguendo la qualificazione alla Coppa UEFA; inoltre, conquista la prima edizione della Coppa di Lega polacca battendo Clearex e Holiday Cojnice. Nella stagione 2004-05 vince sia il campionato che la coppa nazionale, mentre in Coppa UEFA è eliminata già nel primo turno dopo la sconfitta contro la Dinamo Mosca. Nel giugno del 2005, il Baustal annuncia l'impossibilità a prendere parte, come suo diritto, alla successiva Coppa UEFA. La rinuncia anticipa di alcune settimane lo scioglimento della società, che infatti non si iscriverà nemmeno al successivo campionato nazionale.

## Palmarès
- Campionato polacco: 2
2003-04, 2004-05
- Coppa di Polonia: 2
2003, 2005
- Supercoppa di Polonia: 1
2004
- 1 Coppa di Lega polacca: 2004